# Дербі (парафія, Нью-Брансвік)
Дербі (англ. Derby) — парафія в Канаді, у провінції Нью-Брансвік, у складі графства Нортамберленд.

## Населення
За даними перепису 2016 року, парафія нараховувала 976 осіб, показавши скорочення на 2,2%, порівняно з 2011-м роком. Середня густина населення становила 16 осіб/км².
З офіційних мов обидвома одночасно володіли 110 жителів, тільки англійською — 845. Усього 10 осіб вважали рідною мовою не одну з офіційних.
Працездатне населення становило 52,7% усього населення, рівень безробіття — 19,8% (26,5% серед чоловіків та 12,5% серед жінок). 95,8% осіб були найманими працівниками, а 4,2% — самозайнятими.
Середній дохід на особу становив $40 842 (медіана $32 896), при цьому для чоловіків — $50 471, а для жінок $31 228 (медіани — $45 376 та $25 472 відповідно).
30,2% мешканців мали закінчену шкільну освіту, не мали закінченої шкільної освіти — 22%, 47,3% мали післяшкільну освіту, з яких 22,1% мали диплом бакалавра, або вищий.
| Статево-вікова структура населення | Статево-вікова структура населення | Статево-вікова структура населення | Статево-вікова структура населення | Статево-вікова структура населення |
| ---------------------------------- | ---------------------------------- | ---------------------------------- | ---------------------------------- | ---------------------------------- |
|                                    |                                    |                                    |                                    |                                    |
| Всього                             | Всього                             | 49,2%50,8%                         |                                    |                                    |
| 0 — 14 років                       | 0 — 14 років                       |                                    | 10,8%                              | 10,8%                              |
| 15 — 64 років                      | 15 — 64 років                      |                                    | 61,5%                              | 61,5%                              |
| 65 і більше                        | 65 і більше                        |                                    | 27,7%                              | 27,7%                              |
| 85 і більше                        | 85 і більше                        |                                    | 3,1%                               | 3,1%                               |
| Середній вік (років)               | Середній вік (років)               | 47,449,3                           | 48,4                               | 48,4                               |
| Медіана (років)                    | Медіана (років)                    | 51,453,1                           | 52,4                               | 52,4                               |
| — чоловіки — жінки                 |                                    |                                    |                                    |                                    |

| Походження мешканців:     | Походження мешканців:     | Походження мешканців: | Походження мешканців: | Походження мешканців: |
| ------------------------- | ------------------------- | --------------------- | --------------------- | --------------------- |
| Походження                |                           |                       | осіб                  | %                     |
| Корінні американці        | Корінні американці        |                       | 15                    | 1.49%                 |
| Інше північноамериканське | Інше північноамериканське |                       | 590                   | 58.42%                |
| Європейське               | Європейське               |                       | 605                   | 59.9%                 |
| британське                | британське                |                       | 550                   | 54.46%                |
| французьке                | французьке                |                       | 140                   | 13.86%                |
| Азійське                  | Азійське                  |                       | 10                    | 0.99%                 |

| Зайнятість населення за галузями (за класифікацією NOC): | Зайнятість населення за галузями (за класифікацією NOC): | Зайнятість населення за галузями (за класифікацією NOC): | Зайнятість населення за галузями (за класифікацією NOC): | Зайнятість населення за галузями (за класифікацією NOC): |
| -------------------------------------------------------- | -------------------------------------------------------- | -------------------------------------------------------- | -------------------------------------------------------- | -------------------------------------------------------- |
|                                                          |                                                          |                                                          |                                                          |                                                          |
| Управління                                               | Управління                                               |                                                          | 6,3%                                                     | 6,3%                                                     |
| Бізнес, фінанси та адміністрування                       | Бізнес, фінанси та адміністрування                       |                                                          | 12,5%                                                    | 12,5%                                                    |
| Природничі та прикладні науки                            | Природничі та прикладні науки                            |                                                          | 3,1%                                                     | 3,1%                                                     |
| Охорона здоров'я                                         | Охорона здоров'я                                         |                                                          | 11,5%                                                    | 11,5%                                                    |
| Освіта, правозахист, муніципальні та урядові служби      | Освіта, правозахист, муніципальні та урядові служби      |                                                          | 9,4%                                                     | 9,4%                                                     |
| Мистецтво, культура, відпочинок та спорт                 | Мистецтво, культура, відпочинок та спорт                 |                                                          | 2,1%                                                     | 2,1%                                                     |
| Роздрібна торгівля та послуги                            | Роздрібна торгівля та послуги                            |                                                          | 24%                                                      | 24%                                                      |
| Гуртова торгівля, транспорт та обладнання                | Гуртова торгівля, транспорт та обладнання                |                                                          | 24%                                                      | 24%                                                      |
| Природні ресурси, сільське господарство                  | Природні ресурси, сільське господарство                  |                                                          | 3,1%                                                     | 3,1%                                                     |
| Виробництво                                              | Виробництво                                              |                                                          | 3,1%                                                     | 3,1%                                                     |

## Клімат
Середня річна температура становить 4,6°C, середня максимальна – 23,4°C, а середня мінімальна – -17,4°C. Середня річна кількість опадів – 1 104 мм.
| Клімат поселення                              | Клімат поселення | Клімат поселення | Клімат поселення | Клімат поселення | Клімат поселення | Клімат поселення | Клімат поселення | Клімат поселення | Клімат поселення | Клімат поселення | Клімат поселення | Клімат поселення | Клімат поселення |
| Показник                                      | Січ.             | Лют.             | Бер.             | Квіт.            | Трав.            | Черв.            | Лип.             | Серп.            | Вер.             | Жовт.            | Лист.            | Груд.            |                  |
| Середній максимум, °C                         | −4,24            | −2,75            | 3,00             | 9,36             | 16,28            | 21,94            | 23,37            | 22,37            | 17,40            | 11,36            | 5,23             | −2,6             |                  |
| Середня температура, °C                       | −10,82           | −9,33            | −3,58            | 2,77             | 9,69             | 15,37            | 19,09            | 18,08            | 13,11            | 7,08             | 0,95             | −6,89            |                  |
| Середній мінімум, °C                          | −17,43           | −15,92           | −10,17           | −3,8             | 3,12             | 8,78             | 14,80            | 13,80            | 8,83             | 2,79             | −3,32            | −11,18           |                  |
| Норма опадів, мм                              | 94               | 71               | 86               | 83               | 103              | 92               | 103              | 92               | 85               | 98               | 101              | 96               |                  |
| Середньомісячна швидкість вітру, м/с          | 3.80             | 3.76             | 3.90             | 3.80             | 3.50             | 3.06             | 2.79             | 2.70             | 2.91             | 3.30             | 3.52             | 3.72             |                  |
| Середньомісячна сонячна радіація, кДж/м²·день | 5187             | 8609             | 12388            | 15384            | 18206            | 20176            | 19835            | 17443            | 12986            | 8096             | 4813             | 3908             |                  |
| --------------------------------------------- | ---------------- | ---------------- | ---------------- | ---------------- | ---------------- | ---------------- | ---------------- | ---------------- | ---------------- | ---------------- | ---------------- | ---------------- | ---------------- |
| Джерело:                                      |                  |                  |                  |                  |                  |                  |                  |                  |                  |                  |                  |                  |                  |